# Hakenbergs segerkolonn

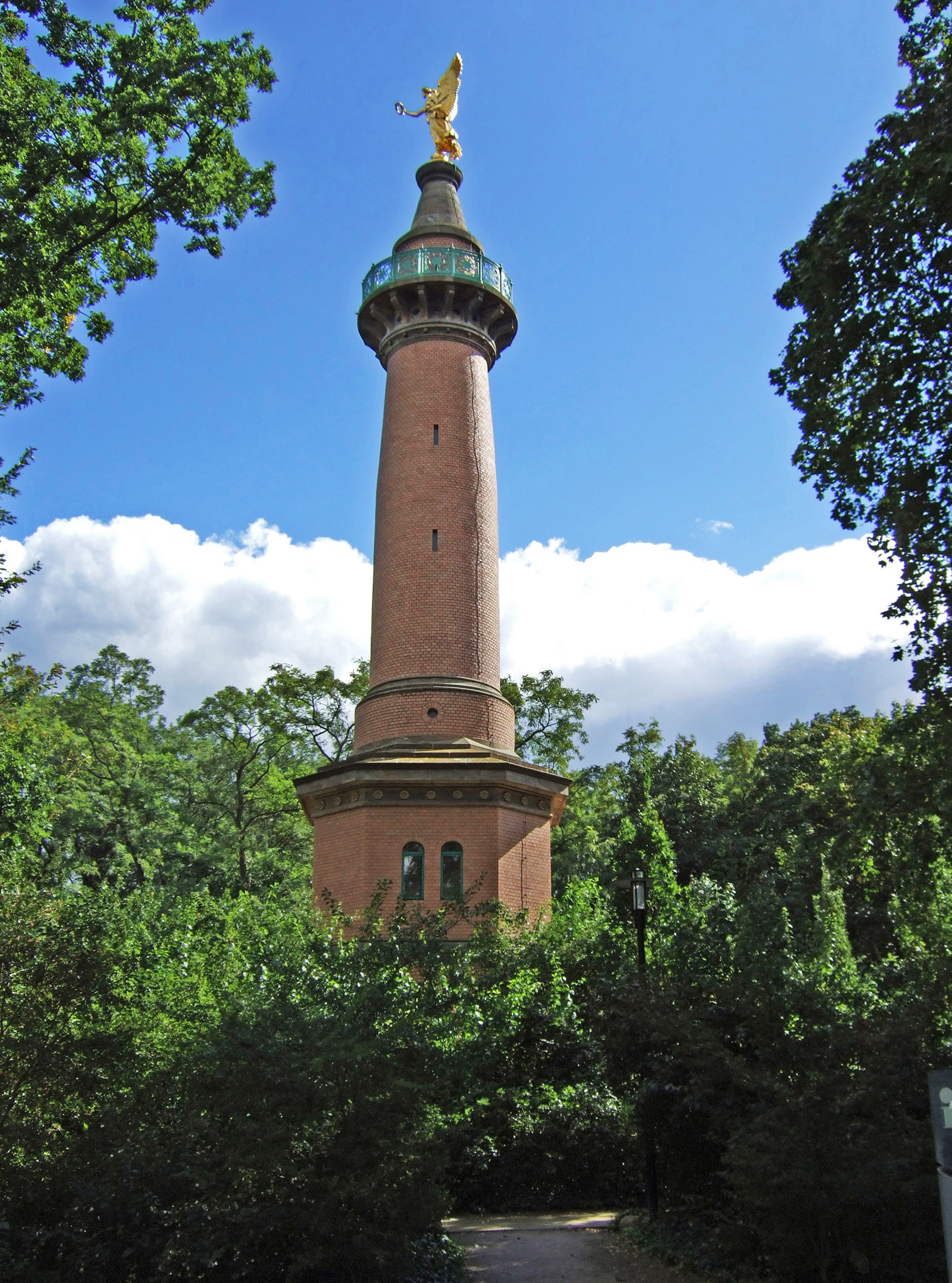
Hakenbergs segerkolonn.

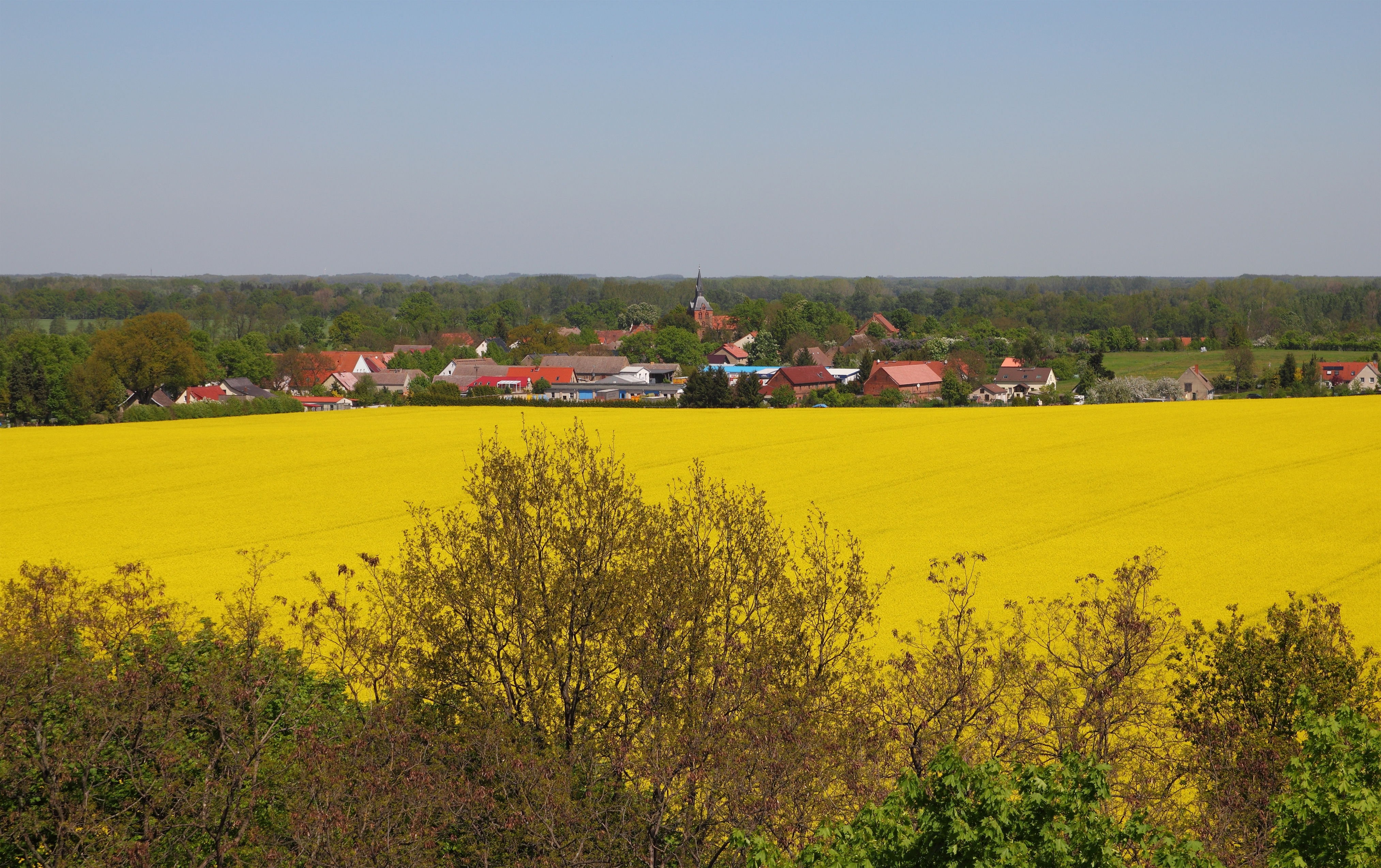
Utsikt från tornet mot Hakenberg.

Hakenbergs segerkolonn (tyska: Siegessäule Hakenberg) är ett 36 meter högt monument med utsiktsplattform på kullen Kurfürstenhügel vid byn Hakenberg, belägen i Fehrbellins kommun i Landkreis Havelland i Brandenburg, Tyskland.
Monumentet ritades av Christian Daniel Rauch och byggdes 1875−79 till minne av den brandenburgske kurfursten Fredrik Vilhelms seger över det ockuperande Sveriges trupper i slaget vid Fehrbellin 1675.
Tornet kröns av en 4,15 meter hög (vikt 15,5 ton) förgylld bronsskulptur föreställande segergudinnan Victoria.